# La Piedad
La Piedad de Cabadas is een stad in de Mexicaanse staat Michoacán. De plaats heeft 78.361 inwoners (census 2005) en is de hoofdplaats van de gemeente La Piedad.

## Geboren
- Ramón Morales (1975), voetballer